# Кратет Афинский (комедиограф)
Кратет Афинский (др.-греч. Κράτης; 2-я пол. V в. до н. э.) — древнегреческий актёр и драматург (поэт-комедиограф). Афинянин.
Сначала выступал в драмах Кратина Старшего, затем сам стал писать комедии, пользовавшиеся славой весьма весёлых. Он оставил манеру своих предшественников совершать выходки против личностей и предпочитал изображать характеры и типы. Сохранились отрывки из 10 его комедий.